# Olympische Winterspiele 1980/Rennrodeln – Doppelsitzer
Der Rennrodel-Doppelsitzer im Rennrodeln bei den Olympischen Winterspielen 1980 in Lake Placid wurde am 19. Februar 1980 auf der Olympia-Bobbahn Mount Van Hoevenberg ausgetragen. Am Start waren 38 Teilnehmer aus 12 Ländern, von denen alle in die Wertung kamen. Olympiasieger wurden Hans Rinn und Norbert Hahn aus der DDR mit einer Gesamtzeit von 1:19,331 Minuten vor Peter Gschnitzer und Karl Brunner aus Italien und den Österreichern Georg Fluckinger und Karl Schrott, die die Bronzemedaille gewannen.

## Titelträger
| Olympiasieger | Hans Rinn Norbert Hahn ( DDR)                     | 1:25,604 min | Innsbruck 1976 |
| Weltmeister   | Hans Brandner Balthasar Schwarm ( BR Deutschland) | 1:36,00 min  | Königssee 1979 |

## Ergebnis
| Rang | Athleten                             | Nation             | Lauf 1   | Lauf 1 | Lauf 2   | Lauf 2 | Gesamt     |
| Rang | Athleten                             | Nation             | Zeit (s) | Rang   | Zeit (s) | Rang   | Zeit (min) |
| ---- | ------------------------------------ | ------------------ | -------- | ------ | -------- | ------ | ---------- |
| 001  | Hans Rinn Norbert Hahn               | DDR                | 39,303   | 1      | 40,028   | 2      | 1:19,331   |
| 002  | Peter Gschnitzer Karl Brunner        | Italien            | 39,549   | 3      | 40,057   | 3      | 1:19,606   |
| 003  | Georg Fluckinger Karl Schrott        | Österreich         | 39,509   | 2      | 40,286   | 8      | 1:19,795   |
| 004  | Bernd Hahn Ulrich Hahn               | DDR                | 39,972   | 8      | 39,942   | 1      | 1:19,914   |
| 005  | Hansjörg Raffl Alfred Silginer       | Italien            | 39,823   | 5      | 40,153   | 6      | 1:19,976   |
| 006  | Anton Winkler Anton Wembacher        | BR Deutschland     | 39,916   | 6      | 40,096   | 5      | 1:20,012   |
| 007  | Hans Brandner Balthasar Schwarm      | BR Deutschland     | 39,814   | 4      | 40,249   | 7      | 1:20,063   |
| 008  | Jindřich Zeman Vladimír Resl         | Tschechoslowakei   | 40,050   | 10     | 40,092   | 4      | 1:20,142   |
| 009  | Günther Lemmerer Reinhold Sulzbacher | Österreich         | 40,017   | 9      | 40,486   | 9      | 1:20,503   |
| 010  | Dainis Bremse Aigars Kriķis          | Sowjetunion        | 40,164   | 11     | 40,498   | 10     | 1:20,662   |
| 011  | Richard Healey Ty Danco              | Vereinigte Staaten | 40,386   | 12     | 40,955   | 12     | 1:21,341   |
| 012  | Stefan Kjernholm Kenneth Holm        | Schweden           | 40,415   | 13     | 41,024   | 13     | 1:21,439   |
| 013  | Koji Kuriyama Takashi Takagi         | Japan              | 41,035   | 17     | 41,499   | 14     | 1:22,534   |
| 014  | Derek Prentice Christopher Dyason    | Großbritannien     | 40,705   | 14     | 41,862   | 15     | 1:22,567   |
| 015  | Ioan Apostol Cristinel Piciorea      | Rumänien           | 40,757   | 15     | 41,909   | 16     | 1:22,666   |
| 016  | Wolfgang Schädler Rainer Gassner     | Liechtenstein      | 40,829   | 16     | 42,566   | 17     | 1:23,395   |
| 017  | Waleri Jakuschin Sergei Danilin      | Sowjetunion        | 39,951   | 7      | 45,193   | 18     | 1:25,144   |
| 018  | Frank Masley Ray Bateman, Jr.        | Vereinigte Staaten | 48,241   | 19     | 40,612   | 11     | 1:28,853   |
| 019  | Jeremy Palmer-Tomkinson John Denby   | Großbritannien     | 42,406   | 18     | 48,493   | 19     | 1:30,899   |